# Jan Snoek
Pour les articles homonymes, voir Snoek.

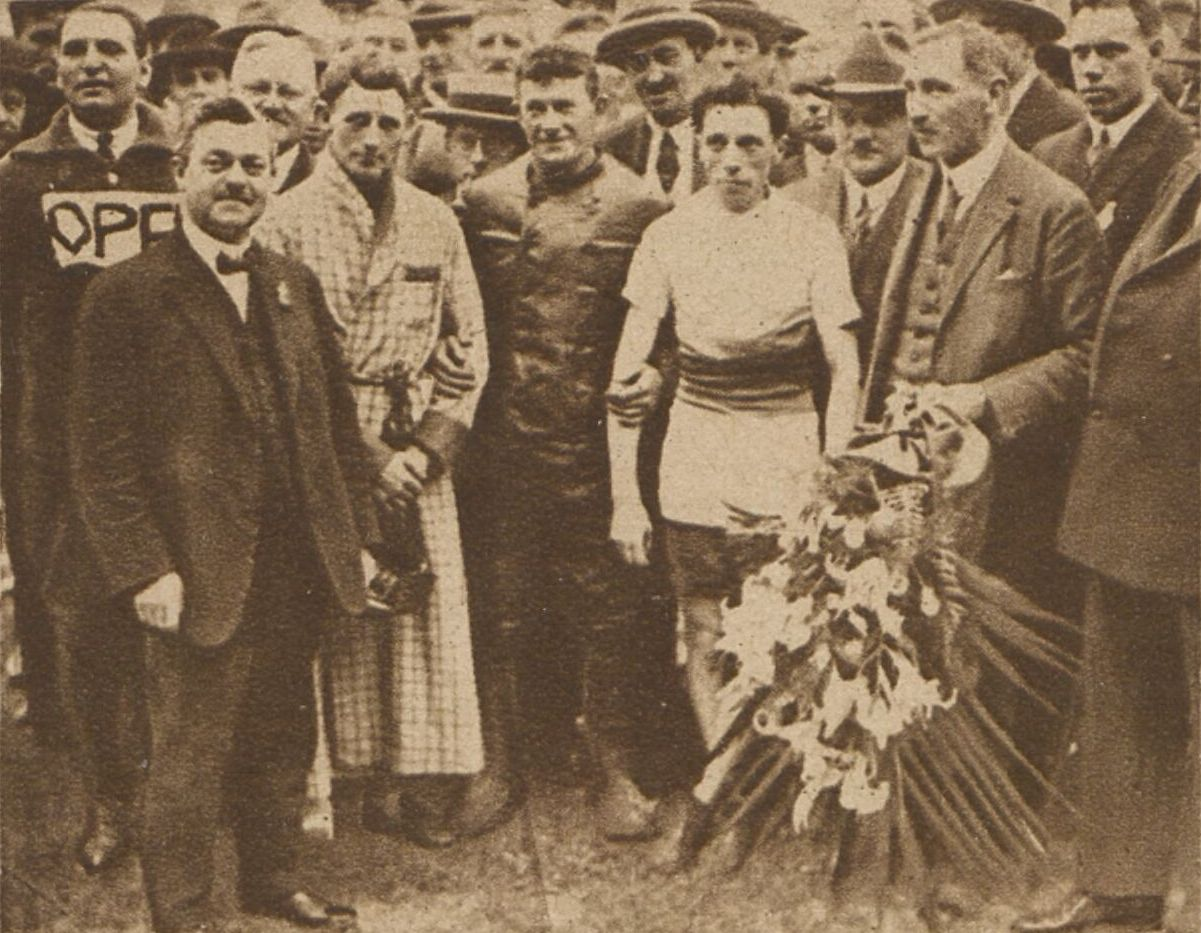
Championnats du monde 1925 (de g. à dr.) Snoek, Léon Didier, Robert Grassin

Cees Jan Snoek, parfois francisé en Jean Snoek, né le 15 novembre 1896 et mort le 11 janvier 1981, est un coureur cycliste sur piste néerlandais.

## Biographie
Jan Snoek est champion des Pays-Bas sur route amateur en 1917, puis passe au demi-fond plus lucratif. En 1920, il participe aux six jours de Bruxelles associé à Frits Wiersma. Il court beaucoup en Allemagne ; L'Auto indique qu'il a gagné 23 800 marks en Allemagne pendant l'année 1920.
Fin 1922, il vient courir à Paris.
En 1923, il court à Providence aux États-Unis, fait équipe avec Gustave Ganay et y reste 3 mois.
En 1925, Il est entrainé  par Ernest Pasquier ; Il participe au match franco-hollandais au Vél' d'Hiv' (Ganay, Sérès, vs. Snoek, Storm),. Il finit deuxième des championnats du monde de demi-fond derrière Toto Grassin,.
En 1926, 1927 et 1928, il est entrainé par l'allemand Albert Kaiser.
Son fils Joop J. Snoek est également coureur de demi-fond de 1931 à 1944.

## Palmarès sur route

### Championnat des Pays-Bas
1917
- Champion des Pays-Bas sur route amateur[1]

## Palmarès sur piste

### Championnats du monde
- Amsterdam 1925
  -  Médaillé d'argent du demi-fond professionnels, entrainé par Ernest Pasquier[14].

### Championnat des Pays-Bas
- Championnats des Pays-Bas de demi-fond : 1919[15], 1921[16], 1924[17], 1925, 1927, 1928[18]